# Cantó de Thiaucourt-Regniéville
El cantó de Thiaucourt-Regniéville és un cantó francès del departament de Meurthe i Mosel·la, situat al districte de Toul. Té 20 municipis i el cap és Thiaucourt-Regniéville.

## Municipis
- Arnaville
- Bayonville-sur-Mad
- Bouillonville
- Charey
- Dommartin-la-Chaussée
- Essey-et-Maizerais
- Euvezin
- Flirey
- Jaulny
- Limey-Remenauville
- Lironville
- Pannes
- Rembercourt-sur-Mad
- Saint-Baussant
- Seicheprey
- Thiaucourt-Regniéville
- Vandelainville
- Viéville-en-Haye
- Vilcey-sur-Trey
- Xammes

## Història
| Data d'elecció                           | Identitat         | Partit                     | Qualitat |
| ---------------------------------------- | ----------------- | -------------------------- | -------- |
| 1945-1949                                | M. Dumont         | Divers droite              |          |
| 1949-1973                                | M. Bertin         | RPF, després Divers droite |          |
| 1973-1979                                | M. Hermann        | PS                         |          |
| 1979-1992                                | Maurice Chaupré   | Divers droite              |          |
| 1992-2004                                | Jean-Louis Cossin | UDF                        |          |
| 2004-                                    | Olivier Jacquin   | PS                         |          |
| les dades anteriors no són pas conegudes |                   |                            |          |
|                                          |                   |                            |          |

## Demografia
| A partir de 1990: Població sense dobles comptes |